# Mark Rothko

Mark Rothko

Mark Rothko (lettisch: Marks Rotko; * 25. September 1903 in Dwinsk, Russisches Kaiserreich; † 25. Februar 1970 in New York) war ein US-amerikanischer Maler des Abstrakten Expressionismus und Wegbereiter der Farbfeldmalerei.

## Leben
Marcus Rothkowitz wurde 1903 als viertes Kind des jüdischen Apothekers Jacob und seiner Frau Anna Goldin Rothkowitz im russischen Dwinsk, dem heute lettischen Daugavpils, geboren. Wegen der zahlreichen antisemitischen Pogrome im Zarenreich wanderte seine Familie in die USA aus. Man fuhr im August 1913 mit dem Passagierdampfer Czar der Russian American Line von Libau nach New York. Ab 1913 lebte Rothko zunächst in Portland, Oregon, ab 1923, nach einem knapp zweijährigen, nicht abgeschlossenen Studium an der Yale University, in der Kunstmetropole New York.
1932 heiratete er Edith Sachar (1912–1981). Seine erste Einzelausstellung fand 1933 im Portland Museum of Art statt. 1934 war er Gründungsmitglied der Artists Union in New York und im folgenden Jahr Mitbegründer der Künstlervereinigung The Ten. 1938 erhielt er die amerikanische Staatsbürgerschaft und änderte im Januar 1940 seinen Namen zu Rothko. 1945 heiratete er in zweiter Ehe Mell Beistle (1922–1970).
Eine Einzelausstellung fand 1945 in Peggy Guggenheims Galerie Art of This Century in New York statt.
1950 wurde seine Tochter Kate geboren. Im selben Jahr unternahm er eine fünfmonatige Reise nach Frankreich, Italien und England. 1951 nahm er eine Lehrtätigkeit am Brooklyn College auf. Ab 1954 kam es zur Zusammenarbeit mit der Sidney Janis Gallery in New York. Damit begann für Rothko eine Periode von finanziellem Erfolg und künstlerischer Unabhängigkeit. 1956 kam es zu ersten Ankäufen durch den Kunstsammler Duncan Phillips (1886–1966). 1958 erhielt er den Auftrag für das Four Seasons Restaurant im Seagram Building, von dem er wenig später jedoch zurücktrat. 1959 reiste er nach Europa, wo er an der documenta II in Kassel teilnahm, auf der erstmals Vertreter des Abstrakten Expressionismus in Europa gezeigt wurden.
1968 wurde bei Rothko ein Aorten-Aneurysma diagnostiziert. Von einer chirurgischen Behandlung wurde abgesehen, da seine Leber durch jahrelangen Alkoholmissbrauch schwer geschädigt war. 1969 trennte er sich von seiner Frau Mell Beistle.

### Krankheit und Tod

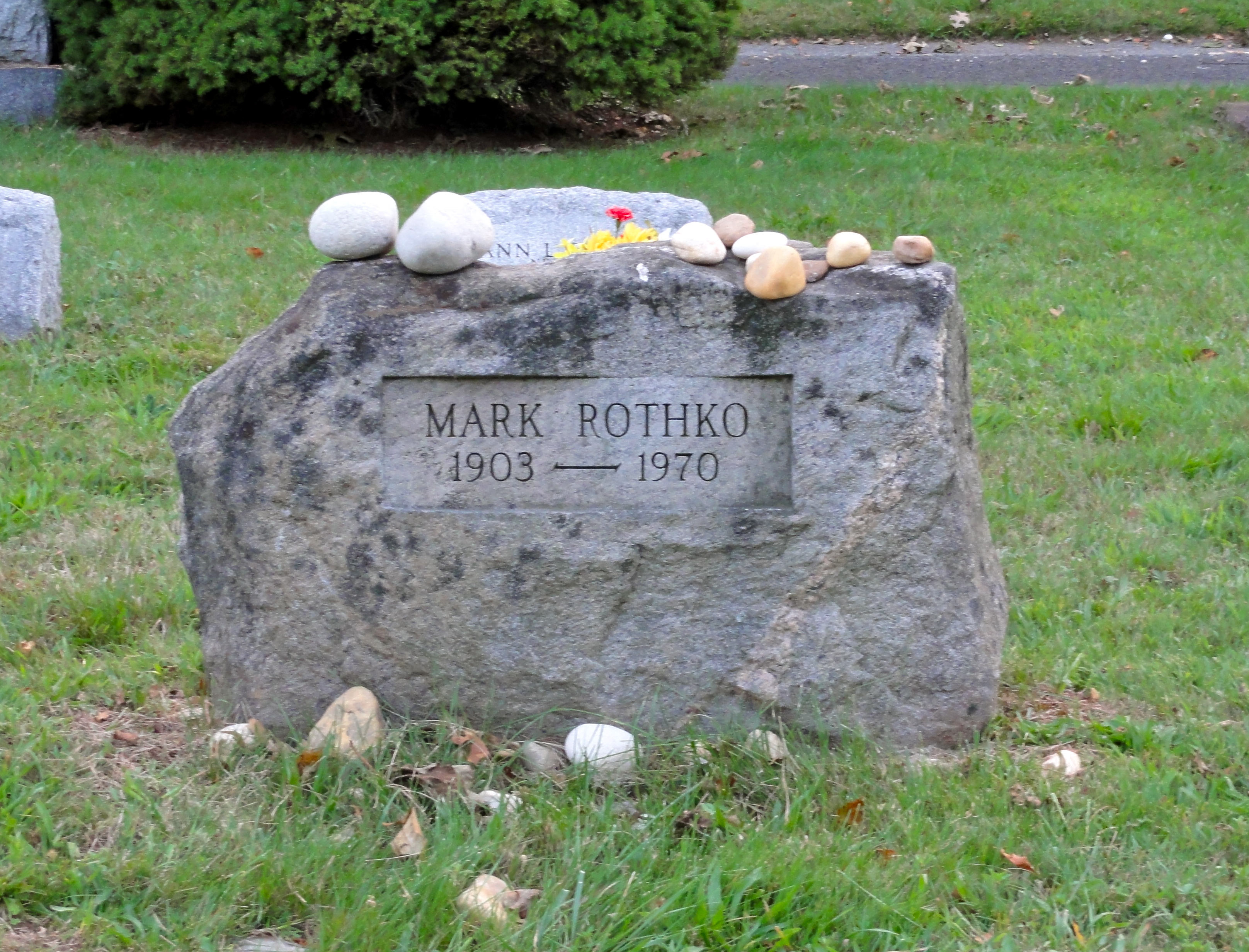
Rothkos Grabstein auf dem East Marion Cemetery, New York

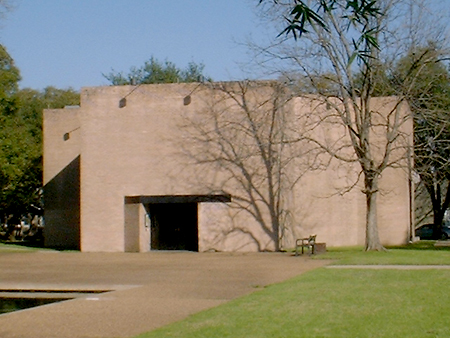
Die Rothko Chapel in Houston, Texas

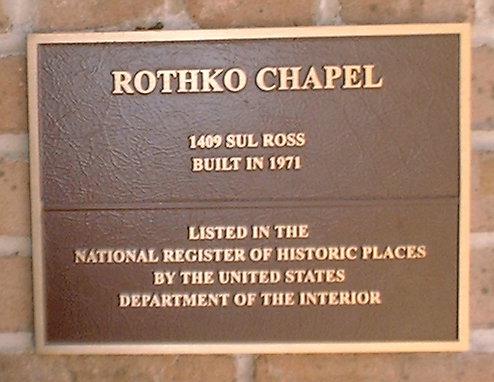
Tafel am Eingang der Rothko Chapel in Houston, Texas

Der Depressionsforscher Florian Holsboer nennt Rothko als Beispiel für eine manisch-depressive Persönlichkeit, deren depressive Lebensphasen sich signifikant im farblichen Wechsel seiner Arbeit nachweisen lassen. Ein Zusammenhang zwischen den Depressionen und seinem Suizid sei anzunehmen. Der Philosoph und Psychoanalytiker Slavoj Žižek nahm Rothkos eigene Interpretation von dessen letzten Werken auf: In Anlehnung an das Schwarze Quadrat von Kasimir Malewitsch stellen sie den Kampf von Vordergrund (dem leeren Unbewussten) und dem Hintergrund (der Realität) dar, den Rothko verloren hätte.
1970 tötete sich Rothko in seinem Atelier. Er hinterließ seine Frau, die Illustratorin Mary Alice „Mell“ Beistle, die nur wenige Wochen darauf an einem Herzinfarkt starb, und seine beiden Kinder Kate und Christopher. Zwei seiner früheren Freunde hatte Rothko zu Verwaltern seines Nachlasses bestimmt. Ihnen wurde später der Vorwurf gemacht, dass sie viele Gemälde an die New Yorker Marlborough-Galerie weit unter Wert verkauften und sich mit Angestellten der Galerie die Gewinnspanne aus den Endverkäufen teilten. Erst die Tochter Kate beendete den weiteren Verkauf mit einem jahrelang geführten Prozess.

## Werk

### Vorbilder
Beeinflusst wurde er zunächst vor allem vom europäischen Surrealismus eines Max Ernst, Wolfgang Paalen und Yves Tanguy. Auch die künstlerischen Arbeiten seines Vorbildes Henri Matisse hinterließen in seinem Werk deutliche Spuren. Ein bekanntes Bild Rothkos trägt bezeichnenderweise den Titel Homage to Matisse (1953). Nachdem es im November 2005 auf einer Auktion bei Christie’s in New York für 22,5 Millionen Dollar verkauft wurde, galt es längere Zeit weltweit als das teuerste Kunstwerk nach dem Ende des Zweiten Weltkriegs. Diesen Rang übernahm später vorübergehend sein Gemälde White Center.

### Werk ab 1949
Mit seinem ab 1949 entstehenden Hauptwerk gehört Mark Rothko zu den bedeutendsten Repräsentanten des Abstrakten Expressionismus und der Farbfeldmalerei, die maßgeblich von ihm geprägt wurde. Rothko ist besonders bekannt durch seine großformatigen Ölgemälde mit gestapelten, ineinander verschwimmenden, monochromen Farbflächen. Manche dieser Werke erreichen eine Höhe von über 3 Metern.
Rothko hatte genaue Vorstellungen bezüglich der Hängung und Beleuchtung (in eher düsteren Räumen) und empfahl, die Gemälde aus circa 45 cm Entfernung zu betrachten. Ein zentrales Anliegen seiner Werke ist die intensive Betrachter-Bild-Beziehung, die durch eine rein auf die Wirkung der Farbe ausgerichtete, nicht figurative Malerei erreicht werden soll. Schon 1947 äußerte er: „Ein Bild lebt in Gemeinschaft, indem es sich in den Augen des einfühlsamen Betrachters entfaltet und dadurch in ihm auflebt. Es stirbt, wenn diese Gemeinschaft fehlt. Deshalb ist es ein gewagtes und gefühlloses Unterfangen, ein Bild in die Welt zu entsenden.“ Rothko kommentierte ansonsten sein eigenes Werk fast nie und lehnte insbesondere nach 1950 jeden interpretatorischen Hinweis ab. Stattdessen bekannte er: „Bilder müssen geheimnisvoll sein.“ 1965 wurde er in die American Academy of Arts and Sciences und 1968 in die American Academy of Arts and Letters gewählt.

### Künstlerisches Erbe
Kurz vor dem Freitod des Künstlers im Jahr 1970 entschloss sich die Tate Gallery in London, einen eigenen, permanenten Rothko Room einzurichten. Eine große Sammlung im deutschsprachigen Raum ist in wechselnder Zusammenstellung und Anzahl in der Fondation Beyeler in Riehen bei Basel zu besichtigen.
Im Jahr 1971 wurde die „Rothko Chapel“ in Houston eröffnet, in der 14 Werke des Künstlers ausgestellt sind. Sie wurde Rothko von den Kunstsammlern John und Dominique de Ménil gewidmet und gilt als eines der ungewöhnlichsten Gotteshäuser. Das achteckige Gebäude zeigt neben den Malereien von Rothko vor dem Haupteingang der Kapelle eine Skulptur von Barnett Newman zum Gedenken an Martin Luther King. Für die Zeremonie, die Rothko Chapel in einen interkonfessionellen Raum zu ändern, baten die de Menils einen Freund von Rothko, Morton Feldman, ein Musikwerk für den Raum und den kürzlich verstorbenen Künstler zu komponieren. Das Werk titelte Feldman Rothko Chapel.

## Mark Rothko auf dem Kunstmarkt
Bilder von Mark Rothko erzielen regelmäßig seit der Jahrtausendwende auf dem Kunstmarkt Spitzenpreise in zweistelliger Millionenhöhe. Sein Werk White Center (Yellow, Pink and Lavender on Rose) aus dem Jahr 1950 wurde im Mai 2007 bei einer Auktion des New Yorker Auktionshauses Sotheby’s für 65 Millionen US-Dollar versteigert (mit Aufgeld entspricht dies rund 72,9 Millionen Dollar). Dies war zu diesem Zeitpunkt der höchste Preis, den ein Gemälde zeitgenössischer Kunst auf einer Auktion erzielen konnte. Im Mai 2012 erzielte das Bild Orange, Red, Yellow bei einer Auktion des New Yorker Auktionshauses Christie’s einen Erlös von 86,9 Millionen Dollar. Am 13. November 2012 wurde das Bild No. 1 (Royal Red and Blue) bei Christie’s in New York für 75,1 Millionen Dollar versteigert. Am 11. Mai 2015 erzielte das Bild No. 36 (Black Stripe) aus dem Besitz des Burda Museums bei Christies’s 40,485 Millionen Dollar. Zwei Tage später, am 13. Mai 2015, ging das Bild No. 10 bei Christie’s für 81,92 Millionen Dollar an einen unbekannten Bieter. Wenige Tage vorher erzielte das Bild Untitled (Yellow and Blue) bei Sotheby’s 46,5 Millionen Dollar.

## Schriften
- Schriften 1934–1969, Essays, Briefe, Interviews. Hrsg. von Miguel Lopez-Remiro. Verlag Kurt Liebig, Schmieheim 2008, ISBN 978-3-938715-03-1.

## Werke (Auswahl)
- Frühlingshafte Erinnerung Nr. 12 (1946) , Sammlung Kate Rothko Prizel
- Untitled (1947) Tel Aviv Museum of Art
- Untitled (1949)
- No. 10 (1950) (Blau, Gelb, Weiß) Abb.
- White Center (Yellow, Pink and Lavender on Rose) (1950), Privatsammlung
- Untitled (Blue, Green and Brown) (1951 oder 1952) Abb.
- Orange and Tan (1954) Abb.
- Homage to Matisse (1954)
- No. 1 (Royal Red and Blue) (1954), Privatsammlung
- No. 2 (1954) Teheraner Museum für Zeitgenössische Kunst
- Untitled (Yellow and Blue) (1954), Privatsammlung
- White, Pink and Mustard (1954) Folkwang Museum, Essen Abb.
- Orange and Yellow (1956), Buffalo AKG Art Museum, Buffalo, New York Abb.
- Yellow Band (1956), Sheldon Memorial Art Gallery, Lincoln, Nebraska
- No. 14 (White and Greens in Blue) (1957)
- Four Darks in Red (1958) Abb.
- No. 36 (Black Stripe), (1958) Abb.
- No. 10 (1958), Privatsammlung
- Untitled Black on Maroon (1959), Tate Gallery London Abb.
- No. 5 Reds, Staatliche Museen zu Berlin
- Untitled (1962), Staatsgalerie Stuttgart
- Untitled Sienna, Orange and Black on Dark Brown, (1962), Teheraner Museum für Zeitgenössische Kunst
- Browns Over Dark (1963), Centre Georges Pompidou Paris
- Violet, charcoal and jet-black (1967, die Menil-Serie)
- Untitled Green, Blue, Green on Blue (1968)
- Black on Grey (1968–1970, Schwarz-graue Bilderserie) Abb.

## Ausstellungen (Auswahl)
- 1961: Mark Rothko. Kuratiert von Mark Rothko u. Peter Selz. Museum of Modern Art, New York
- 1962: Mark Rothko. Kunsthalle Basel
- 1970: Mark Rothko. Marlborough Gallery, New York
- 1971: Mark Rothko. Städtische Kunsthalle, Düsseldorf
- 1988: Mark Rothko. 1903–1970. Retrospektive der Gemälde. Katalog. Museum Ludwig, Köln
- 1989: Mark Rothko. Kaaba in New York. Kuratiert von Thomas Kellein. Kunsthalle Basel
- 1998: Mark Rothko. National Gallery of Art, Whitney Museum, New York
- 2001: Mark Rothko. The Realist Years: Selected Works. Galerie Pace Wildenstein, New York
- 2007: Mark Rothko. Palazzo delle Esposizioni, Rom
- 2007: Mark Rothko und Barnett Newman 'Das Sublime, jetzt! The Sublime Is Now! Katalog. Fondation Beyeler, Riehen
- 2007/2008: Rothko. Tate Modern, London
- 2008: Mark Rothko. Retrospektive, Kunsthalle München
- 2014/2015: Mark Rothko, Gemeentemuseum Den Haag, Den Haag
- 2016: Mark Rothko: Dark Palette, Pace Gallery, New York
- 2017/18: Mark Rothko: Reflection, Museum of Fine Arts, Boston
- 2019: Mark Rothko, Kunsthistorisches Museum, Wien
- 2023: Mark Rothko, Fondation Louis Vuitton, Paris
- 2023: Mark Rothko: Paintings on Paper. National Gallery of Art, Washington, D.C.

## Theater
Das Theaterstück Red des amerikanischen Autors John Logan befasst sich mit Leben und Werk des Künstlers. Es wurde in London im Dezember 2009 im Donmar Warehouse uraufgeführt. Alfred Molina spielte Rothko. Die deutsche Erstaufführung fand am 24. Oktober 2011 im Renaissance-Theater in Berlin statt, mit Dominique Horwitz als Rothko.
2019 fand die französische Erstaufführung am Théâtre Montparnasse in Paris statt. Niels Arestrup in der Rolle Rothkos erhielt den Molière Award für den besten Schauspieler und Jérémie Lippmann eine Molière-Nominierung für die beste Inszenierung eines Theaterstücks.

## Dokumentation
- Mark Rothko – Bilder müssen geheimnisvoll sein. Regie: Pascale Bouhénic, ARTE F, Frankreich, 53 Minuten, 2023

## Belege
1. ↑  Eintrag im Taufregister des Rabbinats zu Dünaburg (Memento vom 29. Oktober 2019 im Internet Archive) (lettisch: Daugavpils)
2. ↑  James E. B. Breslin: Mark Rothko, a biography. University of Chicago Press, Chicago 1993, ISBN 0-226-07405-6, Seite 81 (Die beiden trennten sich 1943)
3. ↑  Guggenheim: Mark Rothko (Memento vom 5. Februar 2012 im Internet Archive), www.guggenheim.org, abgerufen am 20. Februar 2012.
4. ↑  Biography Mark Rothko – Hamburger Kunsthalle, wordpress.com, abgerufen am 19. September 2024
5. ↑  Peter J. Buckley: Mark Rothko, 1903–1970, The American Journal von Psychiatry, Vol 167, Nr. 11, 2010, abgerufen am 20. September 2024
6. ↑  Die Konfrontation mit dem fiktiven Subjekt. In: Christopher Kul-Want & Piero, Slavoj Žižek. Ein Sachcomic. Iserlohn 2013, S. 119–120.
7. ↑  Rothko Was Here Before – Homage to Matisse, abgerufen am 30. November 2015.
8. ↑  David Scherf. Mark-Rothko-Ausstellung. Ein Schicksal, das Millionen wert ist. In: Der Stern. Abgerufen am 30. November 2015.
9. ↑  Art and Archaeology, abgerufen am 4. Mai 2018.
10. ↑  Das Burda-Museum über Mark Rothko, abgerufen am 4. Mai 2018.
11. ↑   Vollständiges Zitat: „The most important tool the artist fashions through constant practice is the faith in his ability to produce miracles when they are needed. Pictures must be miraculous; the instant one is completed, the intimacy between the creation and the creator is ended.“ In: Abstract Expressionism, Creators and Critics. Ed. Clifford Ross. New York: Abrams Publ.1990. S. 168.
12. ↑  Members: Mark Rothko. American Academy of Arts and Letters, abgerufen am 23. April 2019.
13. ↑  Rothko Chapel. Abgerufen am 16. August 2023.
14. ↑  
Steven Johnson: „Rothko Chapel“ and Rothko's Chapel. In: Perspectives of New Music, Bd. 32, Nr. 2 (Summer, 1994), S. 46.
15. ↑  Christie's Sale 3739 Christie's Sale 3739, abgerufen am 2. November 2016.
16. ↑  Another Rothko color-block painting just sold for millions in New York, abgerufen am 14. Mai 2015.
17. ↑  Kunst als Investment. Finanzen.net 14. Mai 2015, abgerufen am 14. Mai 2015.
18. ↑  „Millionenschwerer Kunstbetrug“, Deutschlandradio Kultur, 26. Mai 2008
19. ↑  Michael Billington: Red, guardian.co.uk, 9. Dezember 2009, abgerufen am 8. Januar 2013
20. ↑  Renaissance Theater Berlin ROT (von John Logan), Regie Torsten Fischer, Imago, abgerufen am 19. August 2022
21. ↑  Rouge Théâtre Montparnasse, abgerufen am 5. Mai 2022

| Personendaten    | Personendaten           |
| ---------------- | ----------------------- |
| NAME             | Rothko, Mark            |
| ALTERNATIVNAMEN  | Rothkowitz, Marcus      |
| KURZBESCHREIBUNG | US-amerikanischer Maler |
| GEBURTSDATUM     | 25. September 1903      |
| GEBURTSORT       | Dwinsk                  |
| STERBEDATUM      | 25. Februar 1970        |
| STERBEORT        | New York City           |